# Typhlobius caecus
Typhlobius caecus är en mångfotingart som först beskrevs av Charles Harvey Bollman 1888.  Typhlobius caecus ingår i släktet Typhlobius och familjen stenkrypare. Inga underarter finns listade i Catalogue of Life.